# 흰머리수리

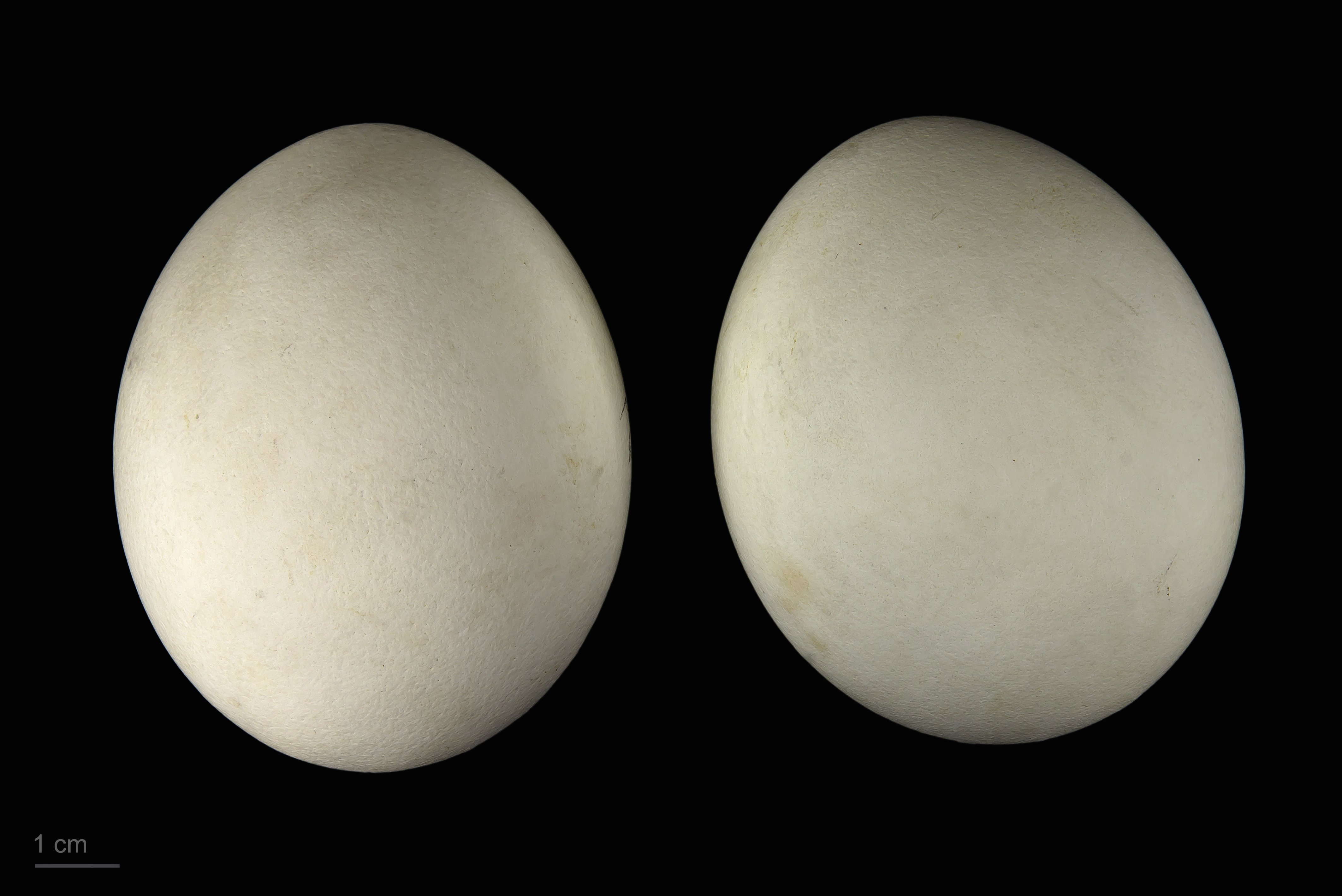
Haliaeetus leucocephalus

흰머리수리(영어: bald eagle, 학명: Haliaeetus leucocephalus 할리아이에투스 레우코케팔루스[*])는 북아메리카에서 볼 수 있는 맹금류의 하나로 미국의 국조이자 상징이다. 캐나다 대부분과 알래스카, 멕시코 북부, 미국 본토에 걸쳐 서식한다. 먹거리가 풍부한 드넓은 개빙 구역과 둥지를 틀 수 있는 오래된 나무가 있는 곳 가까이에서 볼 수 있다.

## 생태 및 특징
흰머리수리는 키가 71~96 센티미터, 날개 길이가 168~244 센티미터에 이를 만큼 덩치가 크며 무게는 3~6 킬로그램이 나간다. 암컷은 덩치가 수컷보다 25 퍼센트만큼 더 크다. 다 자란 흰머리수리는 몸이 갈색이고 머리와 꼬리가 희며 홍채가 샛노랗다. 또, 발에 발톱이 있으며 부리는 ㄱ자꼴로 굽어 있다. 아성체는 발이 노란 것만 빼면 온통 갈색으로 되어 있다. 암컷과 수컷의 깃털에 퍼져있는 빛깔은 서로가 매우 비슷하다. 흰머리수리는 주로 물고기를 먹지만 조류나 파충류, 포유류 등을 포식하기도 한다. 위로부터 와락 덥치면서 발톱으로 물고기를 움켜쥐고 물 밖으로 건져내면서 사냥한다. 4~5년이 지나면 성적으로 성숙한 상태가 된다. 야생에서 흰머리수리는 길면 30년을 살지만 사육을 거치면 45년 정도로 늘어나 더 오래 살아 남기도 한다. 흰머리수리는 북아메리카 새들 가운데 가장 큰 둥지를 치며 최대 4 미터 깊이에, 2.5 미터 너비를 가지며 1 톤 정도의 무게가 나간다.

## 상징

미국 법무부의 휘장. 미국 대부분의 정부기관 휘장에는 흰머리수리가 그려져 있다.

미국을 상징하는 흰머리수리(American Bald Eagle)는 북아메리카에 서식하고 있다. 흰머리수리는 1782년 미국 의회에서 ‘미합중국의 국조(國鳥)’로 지정하였으며, 이후 미국의 각 공공기관에서 상징물로 사용되고 있다.
그러나 초창기 미국에서는 나라새를 선정할 때에 칠면조로 할 것인지 아니면 흰머리수리로 할 것인지 논쟁이 있었다. 조류학자인 존 제임스 오듀본과 미국의 정치가, 외교관, 저술가, 물리학자, 기상학자로 유명하며 100달러 지폐 초상의 주인공이기도 한 벤저민 프랭클린이 논쟁을 했는데, 프랭클린은 미국의 국조로 흰머리수리를 지정하는 것에 몹시 반대했다.
프랭클린은 흰머리수리가 죽은 생선을 사냥하고, 다른 새가 잡은 먹이를 가로 채는 등 품행이 나쁜 새라고 주장하였다. 그 대신 칠면조를 국조로 지정하자고 했는데, 칠면조가 영역동물이기 때문에 침입자가 아무리 강하더라도 용기를 내 쫓아버리는 습성이 있기 때문이었다. 더불어 미국의 건국 과정 중 필그림들이 왐파노아그족의 도움으로 살아남을 수 있었으며 이후 필그림들이 왐파노아그족에게 똑같이 보답하였고 이것이 추수감사절의 기원이 되었다. 따라서 국조를 칠면조로 하자는 것은 아메리카 원주민들과 함께하며 공존한 역사를 기릴 수 있게 되는 것이었다. 그러나 많은 이들이 흰머리수리가 힘과 용기를 갖춘 새이며 미국을 상징하는 데 잘 어울린다고 보았다.
한편 흰머리수리는 미국 원주민인 아메리칸 인디언(American Indian) 사이에서 신성한 동물로서 숭배의 대상이었으며, 흰머리수리의 털은 아메리칸 인디언들의 머리와 옷 등에 장식으로 사용되어 왔다.
오늘날 미국의 정부기관 상징물이나 휘장 여러 곳에서 흰머리수리의 모습이 그려지기도 한다. 그러나 반대로 일부 미국인들은 위와 같은 습성 때문에 흰머리수리가 미국의 국조인 것을 싫어하는 사람들도 있다.

## 멸종위기종 여부
이 종은 알래스카와 캐나다에는 많이 번식하지만 20세기 후반에 미국 대륙에서 멸종 위기에 처하게 되었다. 그러나 지금은 그 개체수가 상당히 안정화되었으며 미국 연방 정부의 멸종위기종 목록에서 공식 제거되어 있다. 미국 어류 및 야생동물 관리국은 1995년 7월 12일에 흰머리수리를 위험 직면(Endangered) 상태에서 위기 직면(Threatened)으로 공식적으로 다시 분류하였다. 1999년 7월 6일에는 "알래스카와 하와이를 제외한 미국 본토의 흰머리수리를 멸종위기 목록에서 빼버리자"는 제안이 있었으며 2007년 6월 28일에 목록에서 제거되었다.

## 용어 사용
대한민국에선 이 종을 흔히 대머리 독수리라 부르는 경우가 있는데, 이는 영어 명칭인 Bald Eagle을 직역한 것이다. 그러나 '대머리'와 '禿(대머리 독)'이 중복된다는 점에서 자연스러운 표현은 아니다.

## 추가 문헌
- Grant, Peter J. (1988) The Co. Kerry Bald Eagle Twitching 1(12): 379-80 - describes plumage differences between Bald Eagle and White-tailed Eagle in juvenile plumage

## 같이 보기
- 나라새 (국조)